# Sitobion caricis
Sitobion caricis är en insektsart som först beskrevs av Glendenning 1926.  Sitobion caricis ingår i släktet Sitobion och familjen långrörsbladlöss. Inga underarter finns listade i Catalogue of Life.